# اومی نو کاتا
اومی نو کاتا (به ژاپنی: 小見の方); ۱ ژانویهٔ ۱۵۰۲ – ۲۸ دسامبر ۱۵۸۲) یک زن از اهالی ژاپن بود. وی سی‌شیتسو (همسر اصلی) سایتو دوسان دایمیوی ولایت مینو بود. وی همچنین خواهر آکچی میتسوتسونا پدر آکچی میتسوهیده و مادر نوهیمه همسر اصلی اودا نوبوناگا بود.